# Microtea debilis
Microtea debilis är en tvåhjärtbladig växtart som beskrevs av Olof Swartz. Microtea debilis ingår i släktet Microtea och familjen Microteaceae. Inga underarter finns listade i Catalogue of Life.